# Lonesome Orchestra
Lonesome Orchestra is het samenwerkingsverband tussen Sebastiaan Koolhoven en Ton Snijders. Beide componisten werkten al eerder samen aan de solo cd's van Snijders 'Zwaluw 22' en 'Thuis'. Voor Lonesome Orchestra is deze samenwerking verder uitgebouwd tot een gelijkwaardig partnerschap op het gebied van zowel compositie als productie. De eerste cd onder de vlag van Lonesome Orchestra heet 'Ode to a dream' en is uitgebracht in mei 2014. Het eerste optreden vond plaats op 13 januari 2014 in theater Koningshof in Maassluis.

## Stijl
De instrumentale muziek heeft een sterk filmisch karakter, vooral door de medewerking van The City of Prague Philharmonic. Solisten als o.a. Emmy Verhey, Angelo Verploegen en Hermine Deurloo hebben hieraan hun muzikale bijdrage geleverd.

## Geschiedenis
De twee ontmoeten elkaar tijdens de "Live in Antwerpen" concerten van Frank Boeijen in 2004. Sebastiaan Koolhoven maakte de arrangementen voor het "Il Novecento Orchestra", Ton Snijders speelde toetsen in de begeleidingsband van Boeijen. Door de sterke persoonlijke en muzikale klik besloten ze intensiever te gaan samenwerken tijdens de realisering van "Zwaluw 22" (2007) en "Thuis" (2010), twee solo cd’s van Snijders.

## Ontstaan muziek
Het album 'Ode to a dream' vond zijn ontstaan in de toevallige vondst van een grote verzameling glazen stereografieën van meer dan 100 jaar oud. Zowel de herkomst als de locaties van deze afbeeldingen zijn onbekend, de intrigerende beelden van grote schoonheid vormden de inspiratiebron voor 'Ode to a dream'.
Aan de cd werkten solisten mee als: Emmy Verhey(viool), Angelo Verploegen(trompet, Flugelhorn), Hermine Deurloo(mondharmonica) en Ro Kraus (viool, altviool. Ook werd er in Praag opgenomen met The City of Prague Philharmonic. Onderdeel van de concerten zijn projecties, deels gebaseerd op deze historische stereografieën.

## Discografie
- 2014 Ode to a dream